# Tropocyclops confinis
Tropocyclops confinis – gatunek widłonoga z rodziny Cyclopidae. Nazwa naukowa tego gatunku skorupiaków została opublikowana w 1930 roku na podstawie prac naukowych niemieckiego zoologa Friedricha Kiefera.